# Crème de cacao
 (mars 2011).
Si vous disposez d'ouvrages ou d'articles de référence ou si vous connaissez des sites web de qualité traitant du thème abordé ici, merci de compléter l'article en donnant les références utiles à sa vérifiabilité et en les liant à la section « Notes et références ».

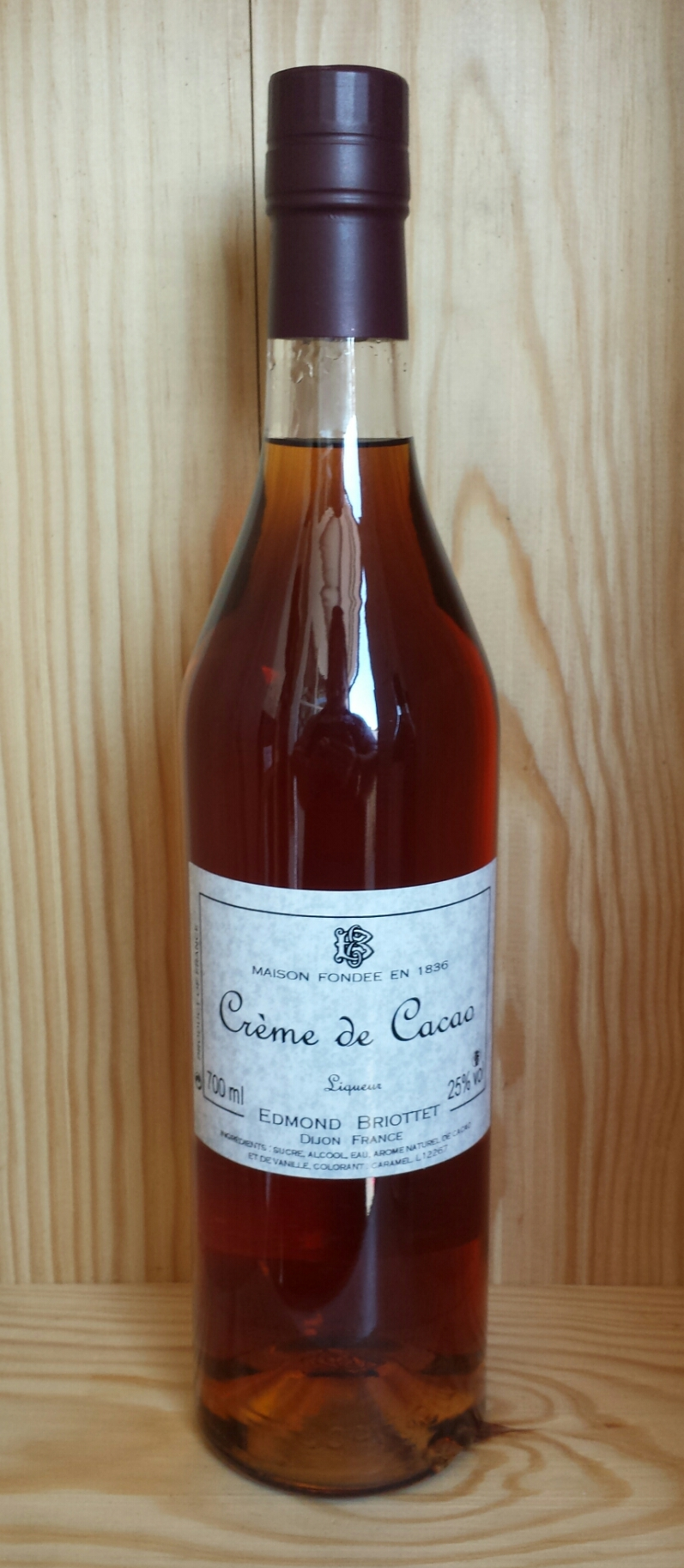
Bouteille de crème de cacao brun.

Il existe deux types de crème de cacao :
- La crème de cacao brun est une liqueur élaborée à partir d'infusion de fèves de cacao. Elle possède un très fort arôme en cacao.
- La crème de cacao blanc est beaucoup plus douce et plus sucrée en bouche.

Ces deux types de crème de cacao sont le plus souvent utilisés dans la préparation de cocktails comme le Grasshopper, l'Alexander ou le B-61, une variante du B-52.